# Schmidtiacris
Schmidtiacris är ett släkte av insekter. Schmidtiacris ingår i familjen gräshoppor.
Kladogram enligt Catalogue of Life:
| Schmidtiacris | \| \| Schmidtiacris longdongensis \| \| \| \| \| \| Schmidtiacris schmidti \| \| \| \| |
|               | \| \| Schmidtiacris longdongensis \| \| \| \| \| \| Schmidtiacris schmidti \| \| \| \| |
|               | Schmidtiacris longdongensis                                                            |
|               |                                                                                        |
|               | Schmidtiacris schmidti                                                                 |
|               |                                                                                        |